# استارفایر
استارفایر (به انگلیسی: Starfire) یک شخصیت خیالی ابرقهرمان در کتاب‌های کامیک آمریکایی منتشر شده توسط دی‌سی کامیکس است. این شخصیت توسط نویسنده مارو وولفمن و طراح جرج پرز خلق شده است؛ که برای نخستین بار در شمارهٔ ۲۶ از مجموعه کمیک دی‌سی کامیکس پرزنتس (اکتبر ۱۹۸۰) حضور پیدا کرد. پرنسس کوریاند'ر که سابقاً جنگجوی سیارهٔ از بین رفته تاماران بود، در حال حاضر خانه جدیدی بر روی کره زمین و همچنین خانواده جدیدی در تیم تایتان‌های نوجوان برای خود پیدا کرده است. به عنوان یکی از نژاد تامارها، استارفایر دارای پوستی نارنجی رنگ، چشمانی کاملاً سبز رنگ و فاقد مردمک و موهایی به‌طور غیرمنتظره بلند و ضخیم در مقایسه با یک انسان معمولی است. او خواهر کوچکتر بلک‌فایر به‌شمار می‌رود.
آنا دیوپ در مجموعه تلویزیونی تایتان‌ها (۲۰۱۸) وظیفه بازی در این نقش را بر عهده دارد. همچنین کار صداپیشگی این شخصیت در تمام پویانمایی مرتبط با او توسط هایدن والش انجام شده است.

## زندگینامه ساختگی شخصیت
کوریاند'ر پرنسس سیارهٔ خیالی تاماران در منظومه کرکس نشسته و فرزند وسط خانواده بود. خواهر بزرگترش کماند'ر (همچنین تحت نام بلک‌فایر شناخته می‌شود) فرد بعدی در خط وراثت برای جانشینی بود، اما او بواسطهٔ بیماری دوران کودکی فلج بود که او را از توانایی‌های ذاتی سیاره تاماران برای تبدیل نور فرابنفش به انرژی پرواز محروم ساخته بود، بنابراین او سزاوار مقام ملکه به نظر نمی‌رسید، در نتیجه این وظیفه بر دوش کوریاند'ر افتاد. دو خواهر برای فراگیری آموزش‌های نظامی نزد جنگ‌سالار افسانه‌ای اوکارا فرستاده شدند. کماند'ر که به خواهر خود حسد می‌ورزید در طول یکی از تمرین‌ها سعی کرد او را به قتل برساند. در نتیجه این عمل، کماند'ر تبعید گردید و سوگند انتقام یاد کرد. او برای گرفتن انتقام با تهیه اطلاعات دقیق دربارهٔ سیستم دفاعی تاماران به دشمنشان سیتیدل، به سیاره خود خیانت کرد. شاه میاند'ر برای اطمینان از برقراری صلح، کوریاند'ر را به عنوان اسیر نزد سیتیدل فرستاد.
کوریاند'ر شش سال شکنجه را تحمل کرد و برای وحشت بیشتر، کوریاند'ر متوجه شد کماند'ر ارباب او بوده است. زمانی که کوریاند'ر یکی از اسیران را به قتل رساند، خواهرش تصمیم گرفت به عنوان مجازات او را اعدام کند، اما هر دو خواهر توسط سایونزها، نژادی فرازمینی متشکل از دانشمندان سادومازوخیسم، مورد حمله قرار گرفتند و اسیر شدند. این دانشمندان بر روی دو خواهر آزمایش‌های مرگباری به منظور مشاهده میزان انرژی بدن تاماران در جذب انرژی قبل از انفجار به سبب بار بیش از حد انجام دادند. در طی مراحل آزمایش، نیروهای کماند'ر برای نجات او به کشتی سایون حمله کردند، در این بین کوریاند'ر نیز با استفاده از نیروی تازه خود، انرژی مخرب حاصل از نور فرابنفش که نتیجه آزمایش‌ها بود توانست آزاد شود. کوریاند'ر تصمیم گرفت به خواهرش نیز کمک کند که هنوز در حال جذب انرژی بود. با این حال، به دور از قدردانی، کماند'ر ضربه‌ای با نیرویی قوی‌تر به خواهرش وارد آورد و او را یکبار دیگر به اعدام محکوم کرد.
در نهایت کوریاند'ر با سرقت فضاپیمایی به سمت نزدیکترین سیاره، یعنی زمین پا به فرار گذاشت، که در آنجا با نخستین تجسم از شخصیت رابین و یارانش مواجه شد؛ و در تشکیل تیم ابرقهرمانی تایتان‌های نوجوان به آن‌ها ملحق شد. سپس او به یکی از اعضای اصلی این تیم مبدل گردید و نام مستعار استارفایر را برای خود برگزید و برای سال‌ها در آنجا باقی ماند. استارفایر همچنین به سرعت رابطه‌ای عاشقانه با دیک گریسون، رهبر گروه برقرار کردو اما صاحب دختروپسری به نام‌های جیک گریسون و ماری گریسون شدند. او همچنین تحت نام کوری اندرس، به شکلی حرفه‌ای به کار مدلینگ روی آورد.

## توانایی‌ها و قدرت‌ها
استارفایر به عنوان یکی از ساکنین سیاره خیالی تاماران دارای فیزیولوژی منحصر به فردی است. به‌طور مثال بدن او طوری طراحی شده است که به‌طور مداوم قادر به جذب پرتوهای فرابنفش است. او سپس این پرتو را به انرژی خام تبدیل می‌کند و بوسیلهٔ آن قادر به شلیک یا پرواز با سرعتی حتی سریع‌تر از نور است.
استارفایر دارای قدرت، استقامت، دوام و چابکی ابرانسانی است. او با وجود ظاهر دخترانه خود از قدرت فوق‌العاده زیادی برخوردار است و در این زمینه قادر به غلبه بر همرزمانش (همانند سایبورگ) در تیم تایتان‌های نوجوان بود، و حتی دانا تروی بدون کمک مون-ال توان مهار کردن او را نداشت. او بعدها ثابت کرد به اندازه‌ای قوی است که با شخصیت واندر وومن برای یک مدت کوتاه مبارزه نمود. استارفایر در زمان خشم، می‌تواند وارد حالت برزرکر شود و این کار باعث افزایش قدرت، آسیب‌ناپذیری و مصونیت او در مقابل بسیاری از صدمات خواهد شد. او همچنین قادر به جذب زبان‌های گفتاری بواسطه تماس فیزیکی با شخص دیگری است، به‌طور مثال او در اولین حضورش بر روی زمین با بوسیدن رابین زبان انگلیسی را آموخت. او مهارت بالایی در زمینه هنرهای رزمی دارد و در این زمینه توسط جنگ‌سالارهای اوکارا آموزش دیده است.